# Piaggio P.180
Piaggio Р.180 Avanti — адміністративний літак з турбогвинтовими двигунами і тяговими гвинтами. Літак базується на концепції "трьох площин". Avanti досягає відносно високих швидкостей, як для гвинтових літаків, водночас з меншою витратою палива (порівняно з реактивними літаками аналогічного розміру), що пояснюється оптимізованою аеродинамікою, а також більш економними турбогвинтовими двигунами.

## Історія

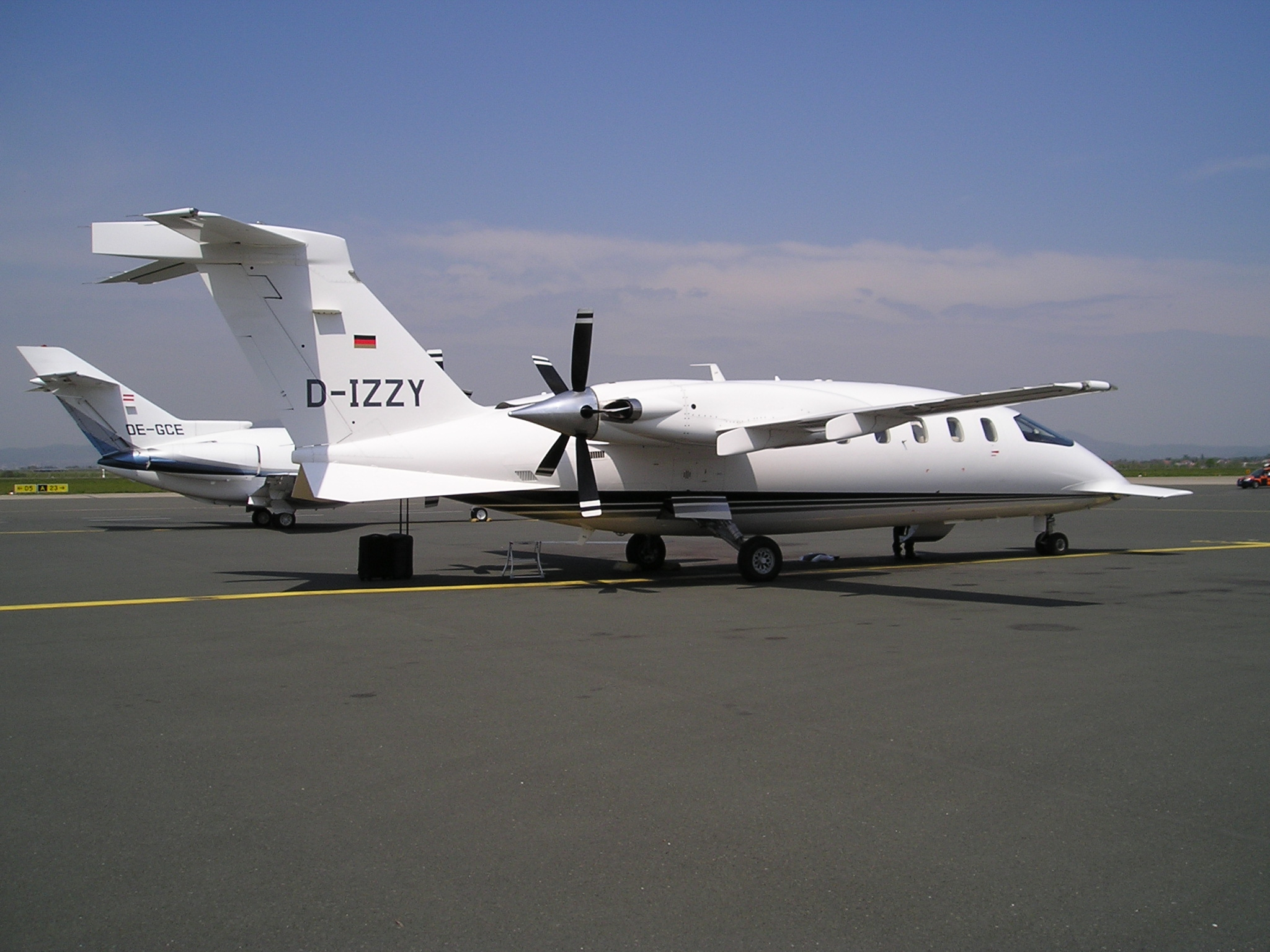
Piaggio Р.180

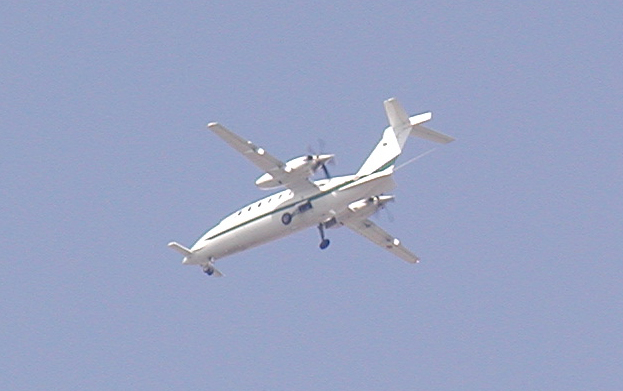
Військовий P.180

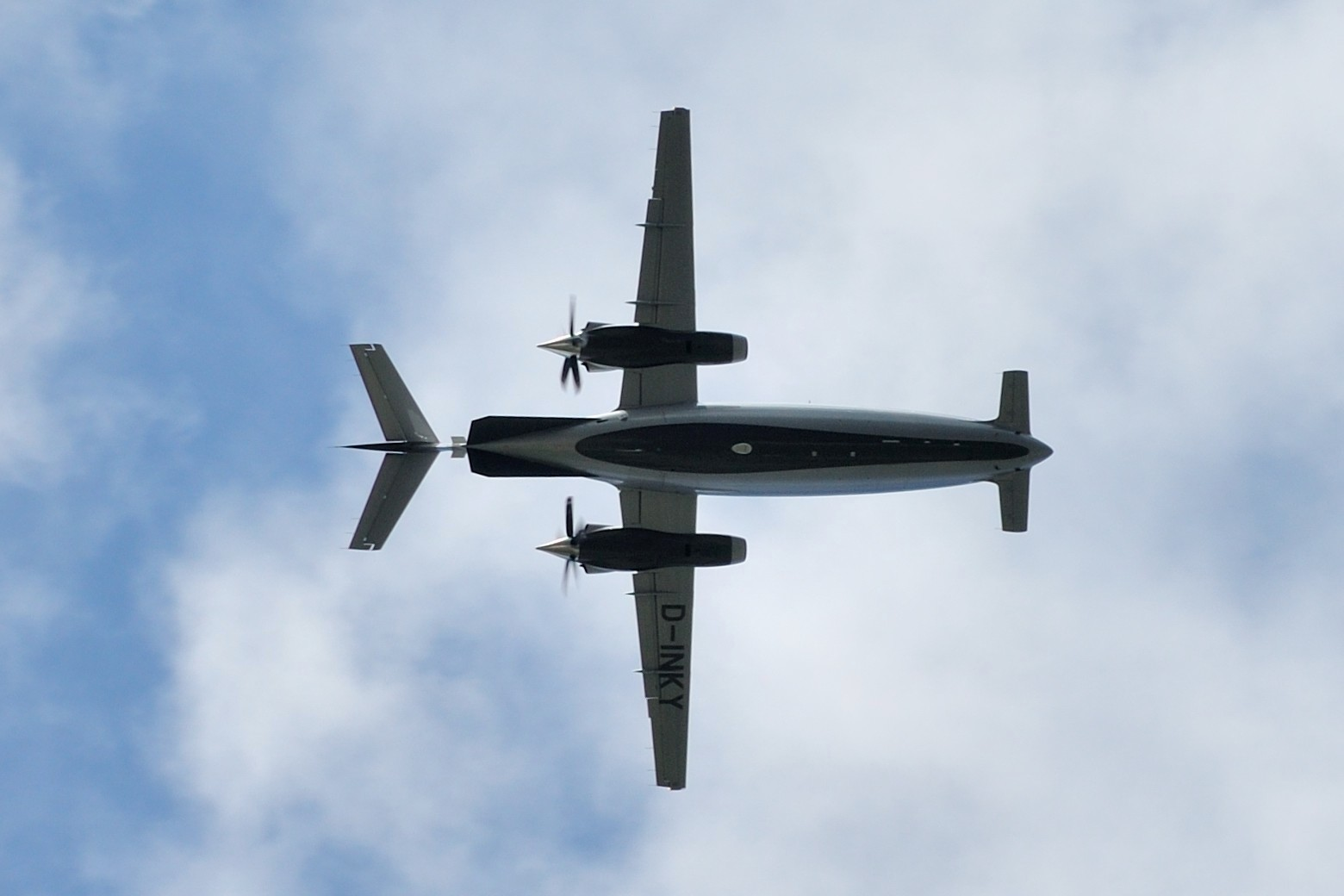
С.180 - вигляд знизу (напрямок польоту - направо)

### Avanti
Р.180 з самого початку був спільною розробкою двох компаній Gates Learjet та Piaggio. Після того як американський виробник реактивних літаків полишив цей проект 1986 року, (цьому передували чотири роки спільної науково-дослідної роботи, а також інтенсивні випробування в аеродинамічній трубі) 23 вересня 1986 року у повітря злетів прототип, перший політ якого насправді планувався ще 1985 року. Майже чотири роки по тому, 29 січня 1990 року, відбувся політ першого серійного літака. До кінця 1998 року було збудовано 36 літаків. Після перерви, нові замовлення надійшли від трьох видів італійських Збройних сил - ВПС Італії замовили 9 машин (15 машин у цілому), сухопутні війська та ВМС Італії замовили по 3 машини, також пізніше були інші замовлення для поліції, пожежників та цивільної оборони.

### Avanti II
Машини серії Р.180 Avanti II виробляються з середини 2005 року. Вони характеризуються двома двигунами PT6A-66B з дросельним механізмом, потужністю 625 кВт кожен, а також мають скляну кабіну Rockwell Collins Pro Line 21, оснащену трьома пласкими дисплеями 20 × 25 см. Станом на середину 2008 року виробляється варіант з новим дизайном кабіни. До початку 2009 року було продано близько 175 машин, також надійшли нові замовлення від клієнтів в Італії та за кордоном, тож уся продукція була розпродана до 2012 року. Тестові польоти для військових машин проводяться, зокрема, в Пескара.
Для виконання спеціалізованих завдань доступні три види спецобладнання: наприклад, для військових спостережних польотів можуть бути встановлені оптичні та інфрачервоні відеосистеми. Інший запропонований варіант - радіовимірювальна платформа для калібрування (контрольних вимірювань) радіонавігаційних приладів, наприклад, систем заходу на посадку в аеропортах. Крім того, Avanti пропонується як літак "швидкої допомоги".
У лютому 2013 року на IDEX в Абу-Дабі безпілотний варіант Р.180 було показано як P.1HH Hammerhead.

## Технічні дані
Avanti складається на 95% з алюмінієвого сплаву і за аеродинамічною схемою схожий на "качку", однак невеликі передні крила не мають функції керма висоти. Кермо висоти розташоване у Т-подібному хвостовому оперенні. Основні крила, що мають більше відносне подовження, розташовані на рівні задньої частини кабіни і мають низький аеродинамічний опір, оскільки до середини хорди профіля крила надходить ламінарний потік повітря. Невеликі передні крила та основні крила на задніх крайках обладнані закрилками. Фюзеляж має еліптичний поперечний переріз. Обидва двигуна Pratt & Whitney PT6-66A або -B встановлені в гондолах на крилах. Вони приводять у рух два співвісні гвинти протилежного обертання.
| Параметри                         | Дані                                                                          |
| --------------------------------- | ----------------------------------------------------------------------------- |
| Довжина                           | 14.41 м                                                                       |
| Кабіна (Д × Ш × В)                | 4.55 м × 1,85 м × 1,75 м                                                      |
| Розмах крила                      | 14,03 м                                                                       |
| Висота                            | 3.98 м                                                                        |
| Площа крила                       | 16 кв.м.                                                                      |
| Двигун:                           | 2 турбіни Pratt & Whitney Canada PT6A-66, потужністю 625 кВт (850 к.с.) кожна |
| Максимальна швидкість             | 732 км/год на висоті 8625 м                                                   |
| Максимальна крейсерська швидкість | 644 км/год на висоті 11890 м                                                  |
| Нормальна дальність польоту       | з 6-ма людьми та резервом пального згідно IFR: 2637 км                        |
| Екіпаж                            | один або два пілоти                                                           |
| Практична стеля                   | 12500 м                                                                       |
| Корисне навантаження              | 7-8 пасажирів або 1860 кг корисного вантажу                                   |
| Вага порожнього літака            | 3799 кг                                                                       |
| Злітна вага                       | 5239 кг                                                                       |
| Вертикальна швидкість             | 14 м/с                                                                        |
| Ціна                              | приблизно 5,3 млн. євро                                                       |

## Вебпосилання
- Сайт виробника [Архівовано 23 квітня 2013 у WebCite]
- EASA-TCDS-A.059 (PDF; 70 kB) Musterzulassung der P.180